# Izvorul din satul Sămășcani
Izvorul din satul Sămășcani este un monument al naturii de tip hidrologic în raionul Șoldănești, Republica Moldova. Este amplasat în valea satului Sămășcani, în partea de est a acestuia. Ocupă o suprafață de 1,5 ha, sau 0,09 ha conform unor aprecieri recente. Obiectul este administrat de Primăria satului Sămășcani.

## Descriere

### Amenajare
Izvorul se află pe un teren amenajat, are pereți masivi de piatră, o stație de pompare a apei și scări de acces. Apa izvorăște din două țevi montate în pereți și se scurge direct pe sol.

### Clasificare
Izvorul are apă rece, este oligomineral după gradul de mineralizare și descendent de strat din punct de vedere geologic. După compoziția chimică este un izvor cu apă hidrocarbonat-clorurată–calciu-magneziu-sodică (HCO3 – Cl; Ca – Mg – Na).

## Proprietățile apei
Apa corespunde cerințelor de apă potabilă și normativului pentru irigare. Nu are miros, este incoloră și slab bazică (pH 7,6-8,0). Nivelul de poluare cu nitrați este apropiat de concentrația maxim admisă (50 mg/l), având valoarea de 35-45 mg/l. Apa izvorului este slab sălcie cu mineralizare predominant bicarbonato-sulfatică/bicarbonatică. Potabilitatea este acceptabilă pentru oameni și bună pentru animale.

## Statut de protecție
Izvorul este un obiect hidrologic de valoare națională, cu debit foarte mare, de 170-220 l/min (sau 22,5 l/min, conform unei alte surse). Reprezintă principala sursă de apă a locuitorilor unei mahalale din satul Sămășcani și asigură debitul râulețului Rezina, afluent de dreapta al Nistrului. Pe teritoriul monumentului natural viețuiesc speciile de amfibieni broasca de iarbă (Rana temporaria) și izvorașul cu abdomen roșu (Bombina bombina). Acesta este un habitat important al fluturelui Daphnis (Polyommatus daphnis), specie rară.
Din 1998, conform Legii nr. 1538 privind fondul ariior naturale protejate de stat, izvorul are statut de monument al naturii. În anexele legii, se atestă că acesta aparținea Întreprinderii Agricole „Șevcenco”. Între timp, izvorul a trecut la balanța Primăriei satului Sămășcani.
Pe teritoriul zonei protejate cresc câțiva copaci. Impactul antropic este caracterizat de amplasarea unor gospodării țărănești la cca. 50 m de izvor și funcționarea stației de pompare. Pentru ameliorarea situației ecologice, se recomandă înverzirea terenului adiacent și instalarea unui panou informativ. Însuși izvorul necesită a fi asigurat cu un uluc și canal de scurgere spre pârâu.

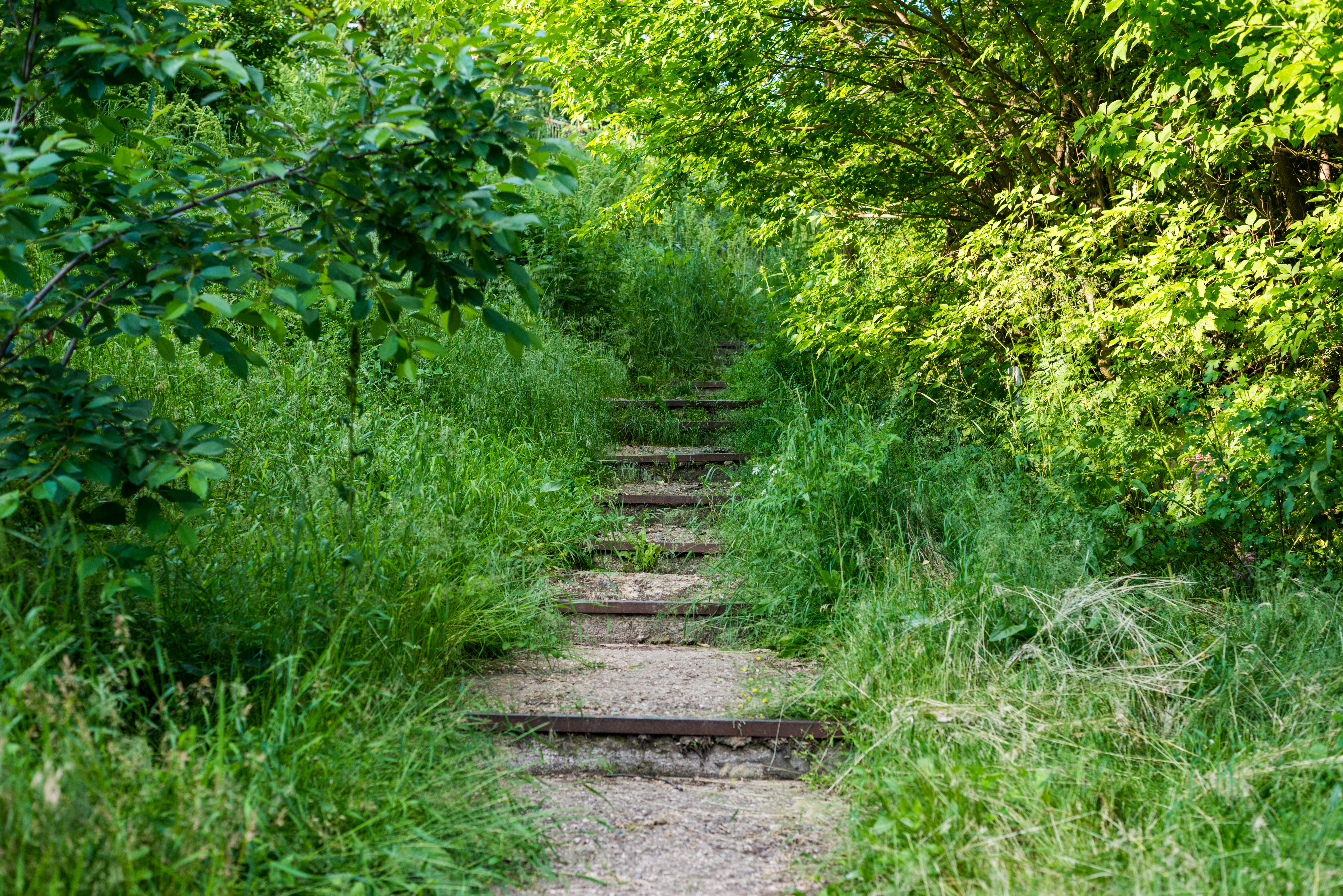
Scări de acces
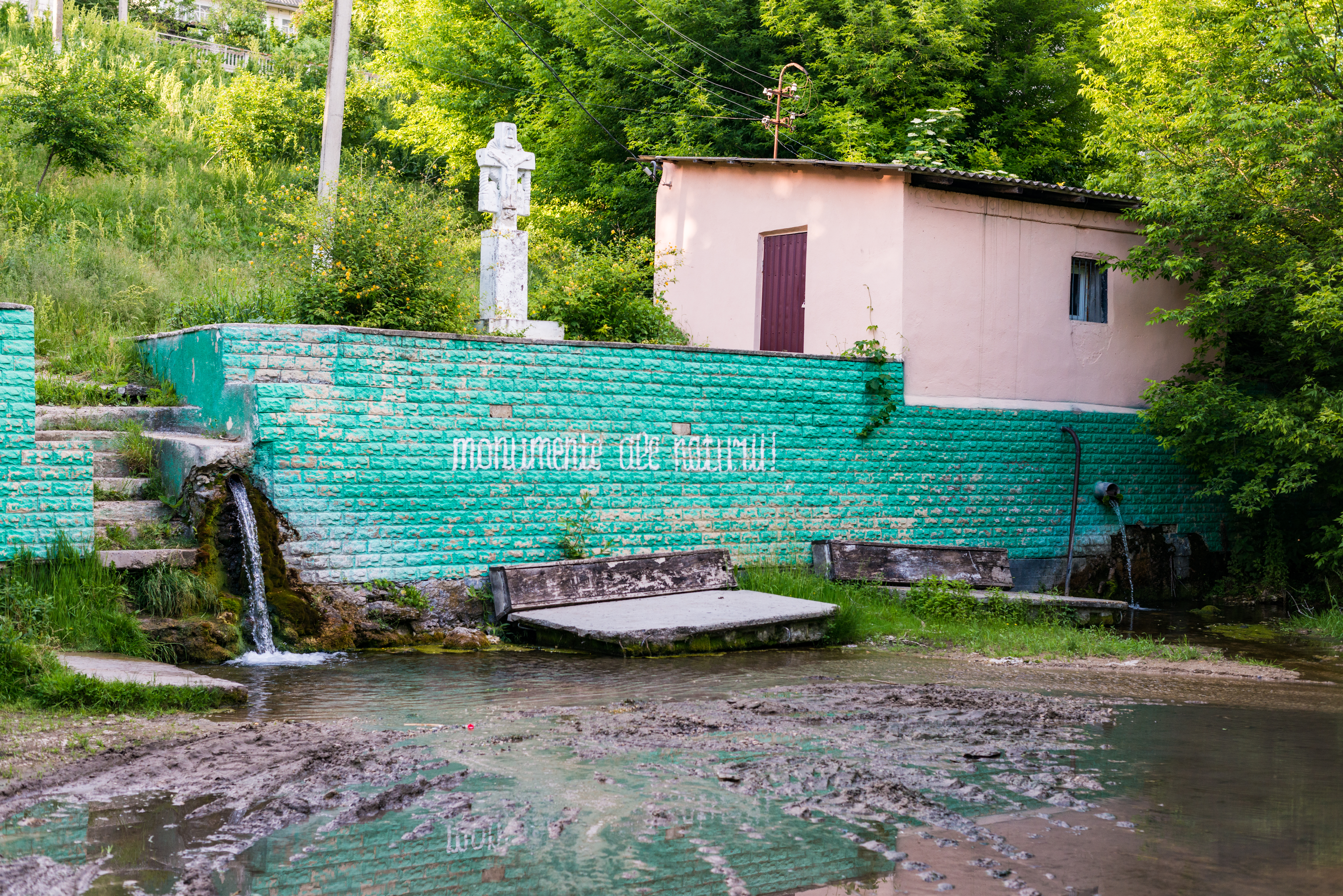
Vedere generală
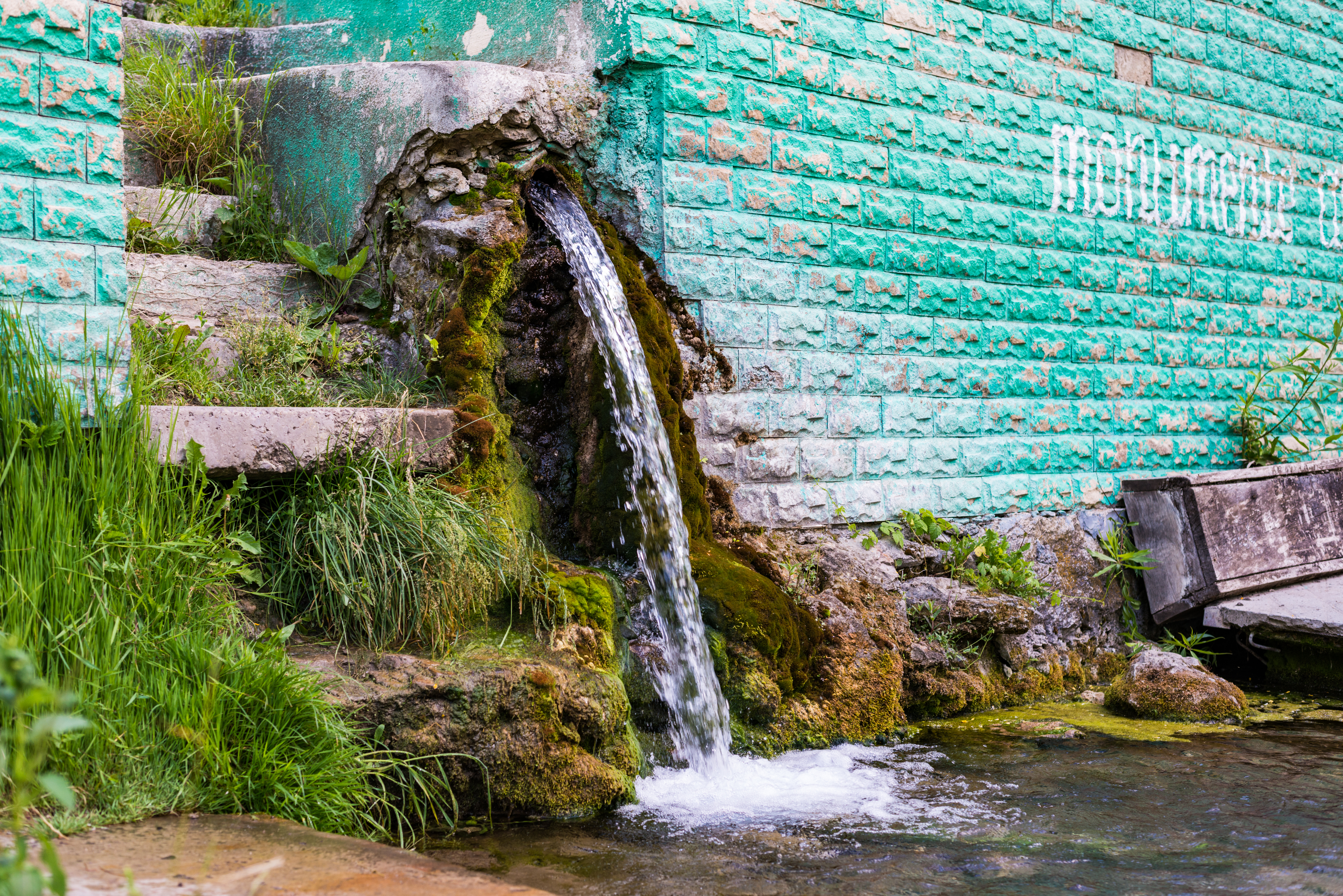
Izvorul
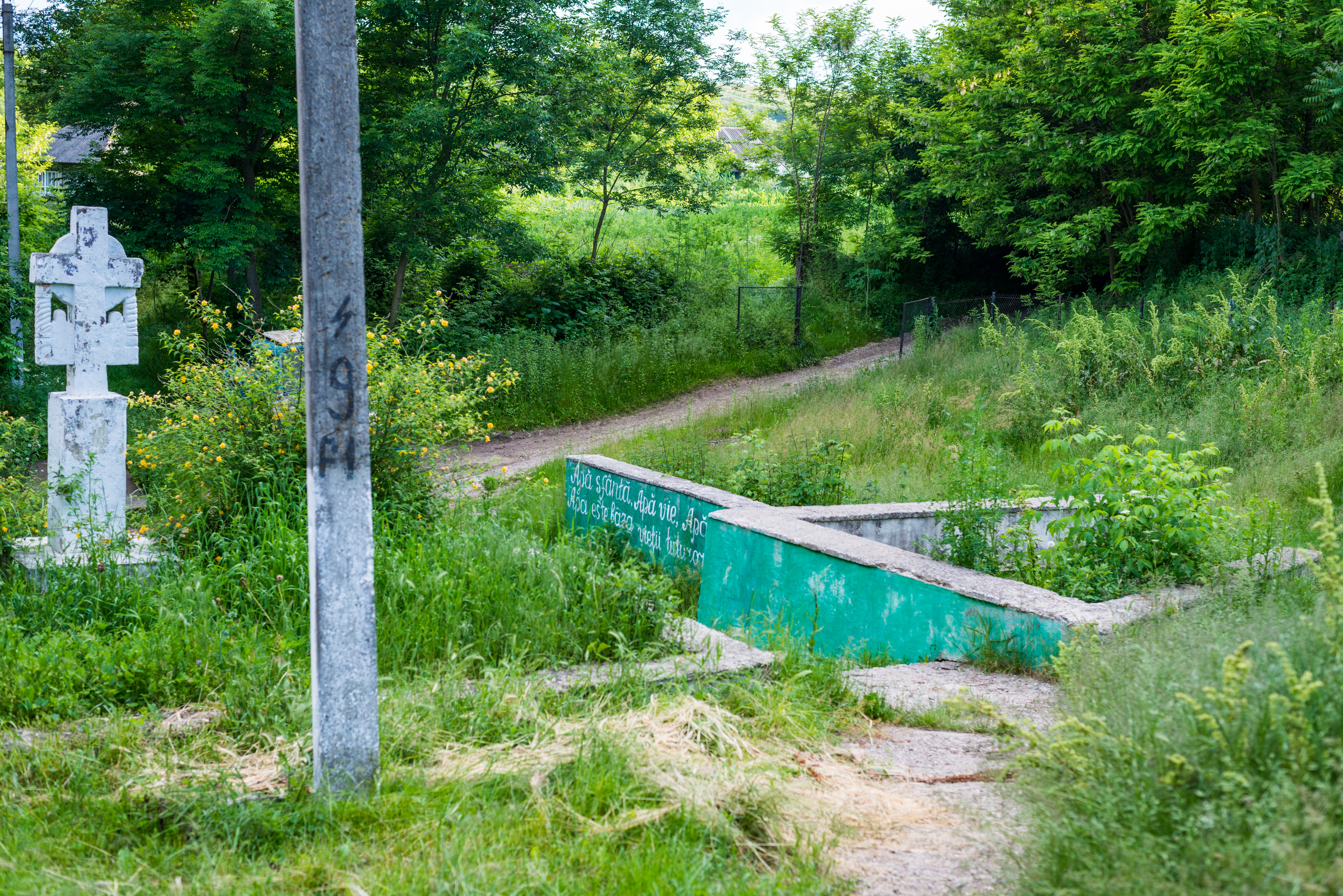
Inscripție: „Apă sfântă, Apă vie, Apă [...] Apa este baza vieții tuturor”